# Objets trouvés (jeu)
Objets trouvés est un jeu de société créé par Philippe des Pallières en 2005 et édité par Asmodée.
Le jeu est également édité depuis 2006 par Ravensburger en langue allemande sous le nom Was'n das?
Pour 4 à 9 joueurs, à partir de 12 ans pour environ 45 minutes.

## Principe général
Les joueurs doivent faire deviner une proposition parmi six aux autres joueurs. Pour cela, ils doivent « dessiner » la proposition en utilisant exclusivement des objets hétéroclites fournis dans la boîte : plume, brosse à dents, caillou, jambes de poupée, etc.

## Récompense
- Prix du public du jeu de Saint-Herblain  2006